# Олимпийски парк (Уислър)
Вижте пояснителната страница за други значения на Олимпийски парк.
Олимпийският парк в Уислър е спортно съоръжение в Уислър, Канада (Британска Колумбия), включващо три стадиона, с капацитет 12 000 места. В олимпийския парк в Уислър се провеждат стартовете по биатлон, ски бягане, северна комбинация и ски скокове на зимните олимпийски игри във Ванкувър през 2010 г. Комплексът включва две шанци за ски скокове, две 5-километрови трасета за ски бягане, 4-километрова писта за биатлон и над 40 км. тренировъчни писти. 